# Claudia Muzio

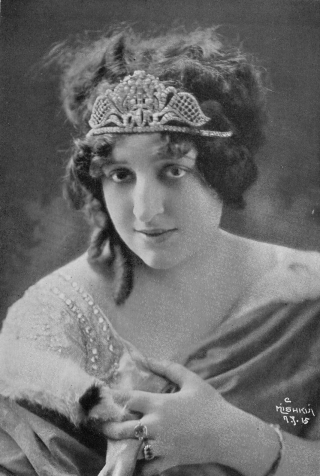
Claudia Muzio

Claudia Muzio, all'anagrafe Claudina Muzzio (Pavia, 7 febbraio 1889 – Roma, 24 maggio 1936), è stata un soprano italiano, considerata una delle maggiori interpreti della sua epoca.

## Biografia
Nacque a Pavia nella casa posta in Piazza del Duomo 4 da una "donna nubile che non consente di essere nominata", e fu così che le vennero assegnati d'ufficio i nomi di Claudina Emilia Maria' e il cognome Versati. La bambina venne in seguito riconosciuta figlia legittima di Carlo Alberto Muzzio (artista lirico) e Giovanna Gavirati (corista), a seguito del loro matrimonio avvenuto a Westminster il 22 giugno 1908.
Essendo divenuto il padre un impresario di teatro d'opera, viaggiò attraverso i teatri di tutta Italia, così come al Covent Garden di Londra e al Metropolitan Opera di New York. Visse a Londra dall'età di due anni fino ai sedici, quando tornò in Italia a Torino e iniziò gli studi musicali con Annetta Casaloni, proseguendo successivamente a Milano con Elettra Callery-Viviani.
Debuttò ad Arezzo nel 1910 come protagonista di Manon di Massenet e nonostante la sua giovane età fece rapidi progressi, fino a debuttare nel 1913 al Teatro alla Scala, e successivamente all'Opera di Parigi, al Covent Garden di Londra, al Metropolitan di New York e in altri importanti teatri del mondo. Fu attiva particolarmente a Buenos Aires e proprio in Argentina ebbe una relazione con il giovane armatore greco Aristotele Onassis. Cantò 24 diverse opere al Teatro Colón di Buenos Aires in 11 stagioni tra il 1919 e il 1934. Tra queste, le prime americane di Turandot di Puccini, con Lauri Volpi nel 1926, due mesi dopo la prima mondiale alla Scala di Milano, così come La fiamma di Ottorino Respighi e Cecilia di Licinio Refice entrambe nel 1934. La sua ultima interpretazione fu Cecilia di Refice,.
Nel suo repertorio figuravano anche molte canzoni della tradizione napoletana, in particolare quelle di Ernesto De Curtis, come Voce ‘e notte, ‘A surrentina, ‘A canzone‘e Napule, Tu ca nun chiagne e L'addio.
Il 24 luglio 1929 a Faenza sposò il giornalista Renato Liberati, di diciassette anni più giovane.

## Morte
Fu trovata morta il 24 maggio 1936, all'età di 47 anni, in una camera d'albergo a Roma, dopo un periodo di malattia. Si discusse molto sulle possibili cause della morte, ipotizzando anche un suicidio. In realtà la Muzio era in condizioni di salute non buone e sempre più imminente appariva o un lungo periodo di riposo, o l'abbandono delle scene, tanto che le era stata posta accanto Maria Pedrini come seconda. È sepolta al Cimitero del Verano a Roma.
"A Claudia Muzio" è il titolo di una poesia di Eugenio Montale ispirata dalla morte della cantante e pubblicata nella raccolta Altri versi.